# Motala tingsrätt
Motala tingsrätt var en tingsrätt i Östergötlands län. Motala tingsrätts domsaga omfattade Motala kommun och Vadstena kommun. Tingsrätten och dess domsaga ingick i domkretsen för Göta hovrätt. Tingsrätten hade kansli i Motala. År 2002 uppgick tingsrätten och domsagan i Linköpings tingsrätt och domsaga.

## Administrativ historik
Vid tingsrättsreformen 1971 bildades denna tingsrätt i Motala av Motala rådhusrätt och häradsrätten för Aska, Dal och Bobergs tingslag som var placerad där. Domkretsen bildades av Aska, Dal och Bobergs tingslag samt domkretsen för rådhusrätten. Från 1971 ingick områdena för Motala kommun och Vadstena kommun.
Tingsrätten och domsagan uppgick 28 februari 2002 i Linköpings tingsrätt och domsaga. Motala var sedan kansliort i Linköpings tingsrätt till 2009.

## Lagmän
- 1971-1980: Bertil Adèll
- 1981-1989: Walter Matz
- 1992-2002: Per Sundström